# Окулокардијални рефлекс
Окулокардијални рефлекс (ОКР) такође познат као Ашнеров рефлекс или тригеминовагални рефлекс  који након директног притиска на екстраокуларне мишиће (ЕОМ), глобус или коњуктиву смањује откуцаје срца.  Овај рефлекс доводи до смањењења срчане фреквенције за више од 20% након напрезања претходно поменутог очног притиска.  Рефлекс је посредован везом између офталмолошке гране тригеминалног нерва и вагусног нерва. Најчешће, рефлекс изазива брадикардију, мада је такође пријављено да узрокује аритмије и, у екстремним случајевима, срчани застој. Рефлекс се најчешће јавља током офталмолошких захвата као што је операција страбизма, мада је примећен и у случајевима трауме лица, регионалних анестетичких нервних блокова и механичке стимулације.  

## Историја
Историјски гледано, окулокардијални рефлекс је коришћен као дијагностички алат за процену синкопе, као и за укидање суправентрикуларних тахикардија,  први пут је описан 1908. године. Данас се он више не ради с обзиром на ограничену клиничку примену и повезане ризике. 

## Патофизиологија
Окулокардијални рефлексни лук се састоји од аферентног дела (носи га тригеминални нерв) и еферентног дела (носи га вагусни нерв). Рефлекс почиње активацијом рецептора за истезање у периорбиталним и очним ткивима. Дуги и кратки цилијарни нерви преносе импулсе до цилијарног ганглија, где офталмолошки одељак тригеминалног нерва  преноси импулсе до Гасеровог ганглиона, а затим и до тригеминалног језгра. Аферентне нерве синапсе са висцералним моторним језгром вагусног нерва у ретикуларној формацији можданог стабла, посредују у преносу импулса  до миокарда да би активирали вагални моторни одговор у синоатријалном (СА) чвору, што доводи до брадикардије. 

### Фактори ризика
Окулокардијални рефлекс се често покреће екстраокуларном тракцијом мишића, при чему је најчешће укључен медијални ректус мишић. Међутим, неке студије показују да ниједан мишић није значајно повезан са повећаном појавом oкулокардијалнog рефлексa.
Додатни стимуланси повезани са активацијом окулокардијалног  рефлекса укључују директан глобусни притисак, манипулацију очима и очни бол. Ретробулбарни блокови, очни хематоми и траума лица или орбите такође могу активирати рефлекс због повећаног притиска. Међутим, окулокардијални рефлекс може да се замори, што смањује његов интензитету са вишеструким, поновљеним стимулусима.  .

## Клинички значај
Брадикардија је најчешћа манифестација окулокардијалног рефлекса, иако се он може погоршати до потенцијално фаталних аритмија, асистолије и срчаног застоја. Неколико истраживача пријавило је  да је стопа јављања окулокардијалног  рефлекса код пацијената који су подвргнути офталмолошким операцијама 67,9%, односно 63%. Иако већина пацијената не доживљава штетне исходе након активације окулокардијалног  рефлекса, њени ефекти могу бити потенцијално опасни.
Активација окулокардијалног  рефлекса је такође повезана са некардијалним манифестацијама, укључујући хипотензију, синкопу и гастроинтестиналне симптоме као што су мучнина и повраћање услед вагалног моторичког одговора. Вагални ефекти могу утицати на постоперативну мучнину и тежину повраћања. Стопе мучнине и повраћања код педијатријских пацијената могу достићи 85% после операције страбизма, што их чини водећим узроком хоспитализације након амбулантних процедура.
Тренутни престанак покретачког стимулуса један је од битних третмана када се ради о превенцији окулокардијалног  рефлекса, лечењу и компликацијама. Ослобађање очног или орбиталног притиска може деактивирати рефлекс. Након уклањања извора неопходно је поступати опрезно. Међутим, повлачење стимулуса може бити изазовније у неконтролисаним ситуацијама као што је траума. Фармаколошки третман уз праћење рада срца може бити неопходан у случајевима када се може развити окулокардијални  рефлекс.
Појава рефлекса се може смањити избором одговарајућег анестетика, пошто су неки агенси повезани са већим ризиком од активације окулокардијалног  рефлекса од других. Студије показују да предтретман интравенским антихолинергицима као што су атропин или гликопиролат смањује учесталост окулокардијалног  рефлекса. Атропин блокира периферне срчане мускаринске рецепторе, повећавајући активирање синоатријалног чвора и проводљивост атриовентрикуларног чвора и супротстављајући се вагусом изазваног окулокардијалног  рефлекса.
Кетамин такође може да се супротстави вагусној стимулацији појачавањем симпатичке активности, јер је инфузија кетамина ефикаснија него севофлуран, халотан и пропофол. Такође кетамин са повезује са мањом инциденцом постоперативне мучнине, повраћања и агитације.
Ретро  или перибулбарни блокови са ксилокаин хидрохлоридом могу блокирати цилијарну ганглију. Комбиновање са другим агенсима за које се зна да смањују учесталост окулокардијалног  рефлекса (као што је атропин), или може спречити активацију окулокардијалног  рефлекса.
Опиоиди са брзим дејством попут фентанила, суфентанила и ремифентанила могу окулокардијалним  рефлексом изазвати брадикардију. Ефекти многих анестетика на окулокардијалног  рефлекса су проучавани, али и порд тога намеће се потреба за даља истраживања. 
Преанестетичке лекове као што су атропин и ретробулбарни блокови треба рутински користити током очних процедура или када се ради о трауми ока да би се ублажили ефекти окулокардијалног  рефлекса и заштитили пацијенти.

## Прогноза
Генерално, постоперативни опоравак хируршки изазваног окулокардијалног рефлекса је без компликација ако се рефлекс препозна и управља на одговарајући начин.  Имајући то у виду, постоји неколико извештаја о смрти у вези са окулокардијалним рефлексом, што окулокардијални рефлекс чини важним за разматрање.  
Окулокардијални рефлекс може бити компликован основним здравственим проблемима, као у извештају о случају 5-годишњег дечака који је умро од окулокардијалног рефлекса насталог подмутицајем миокардитиса изазваног Епштај-Баровим вирусом (ЕБВ) током елективне операције страбизма. Пријављени су и други извештаји о смрти од окулокардијалног рефлекса, након процедура, као што су хладна иригација ока, операција одвајања мрежњаче и операција страбизма. 